# Метилендинитрамин
Метилендинитрамин (МЕДИНА) или N,N'-динитрометандиамин — взрывчатое химическое вещество, представитель нитраминов. Является простейшим представителем динитраминов.

## История
Впервые метилендинитрамин был получен в ходе исследований по получению гексогена из уротропина  британским химиком Эдмундом Хирстом в 1951 году.

## Получение
Первый открытый способ получения метилендинитрамина включал нитрирование уротропина при температуре −40 °С и последующий щелочной гидролиз полученного нитрата 3,5-динитрогексагидро-1,3,5-триазина с помощью гидроксида бария. При этом получается бариевая соль митилендинитрамина. Чтобы получить  вещество в чистом виде, соль подкисляют в слабой кислоте. 
Его также можно получить аналогичным способом, используя N,N′-метилендиацетамид.
Более современный метод основан на реакции формальдегида с N,N-динитромочевиной в присутствии серной кислоты при 20-80°С.
{\displaystyle {\ce {CH2=O + CO(NHNO2)2 ->[t] CH2(NHNO2)2 + CO2}}}

## Физические свойства
Метилендинитрамин представляет собой белые кристаллы с ромбической структурой. Нестабилен при механическом и химическом воздействии. Скорость детонации составляет 8700 м/с, а фугасность, измеренная в бомбе Трауцля, составляет ±700 см3.

## Химические свойства
Является слабой кислотой. Обладает схожими свойствами с нитраминами. Его ближайшим аналогом является этилендинитрамин (ЭДНА)
Под влиянием сильных кислот и щелочей (рН 3-8) гидролизуется. Максимальная скорость гидролиза наблюдается при рН 5,41.
Разложение вещества следует уравнению:
{\displaystyle {\ce {CH2(NHNO2)2 -> CH2O + 2N2O + H2O}}}
Считается, что разложение ускоряет формальдегид. Он же и является основным продуктом реакции.
Реагирует с щелочами. Образует соли со щелочными и щелочноземельными металлами, а также с аминами (включая метиламин и гидразин). Все соли с металлами относительно стабильны и не разлагаются при нормальных условиях.

## Применение
Раньше метилендинитрамин использовали как взрывчатое вещество. Именно поэтому его разложение детально изучено.
Метилендинитрамин применяют в синтезе сложных циклических азотсодержащих соединений. Например для синтеза 1,5-динитро-1,3,5,7-тетраазациклооктана.

Метилендинитрамин также может быть использован для получения полиметиленнитраминов, которые полезны в качестве термостойких и высокоэнергетических полимеров. При нагревании в диметилсульфоксиде происходит реакция переноса нитрометиленовой группы с образованием 1,3,5-тринитро-1,3,5-триазапентана.